# 馬克林 (公司)
馬克林公司（德語：Gebr. Märklin & Cie. GmbH，簡稱Märklin、MÄRKLIN或MAERKLIN），是一家德国的玩具公司。該公司成立於1859年，總部位於巴登-符腾堡格平根。該公司最初專注於玩具屋配件，後來以模型鐵路和技術性玩具知名於世界。在德國和瑞典的某些地方，該公司的名稱幾乎與模型鐵路同義。

## 下屬品牌
Alpha、ANTEX、Primex、MAXI、MINEX、HAMO、TRIX、LGB、Hübner、My World等。

## 圖片集

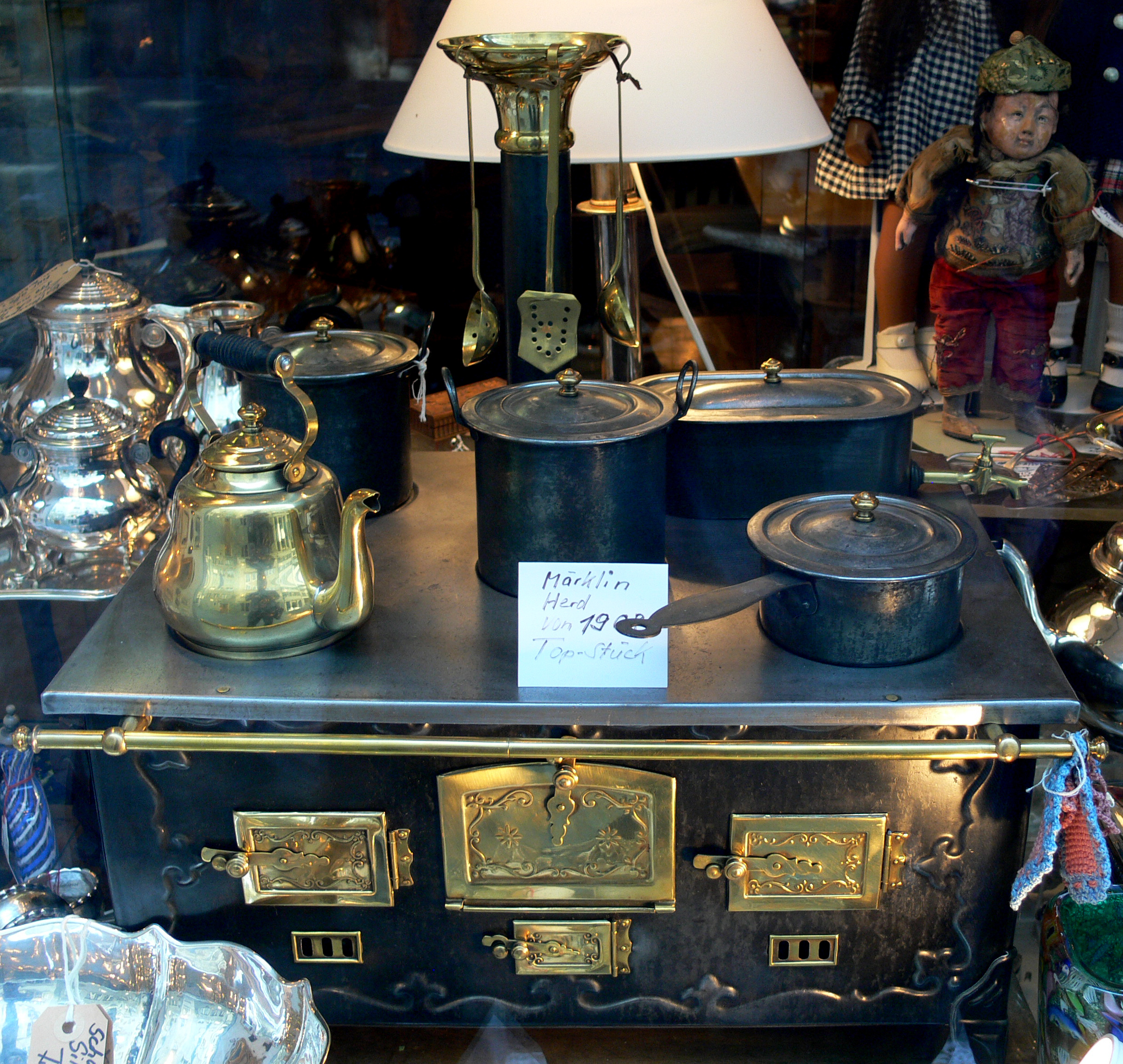
玩具爐，約1900年
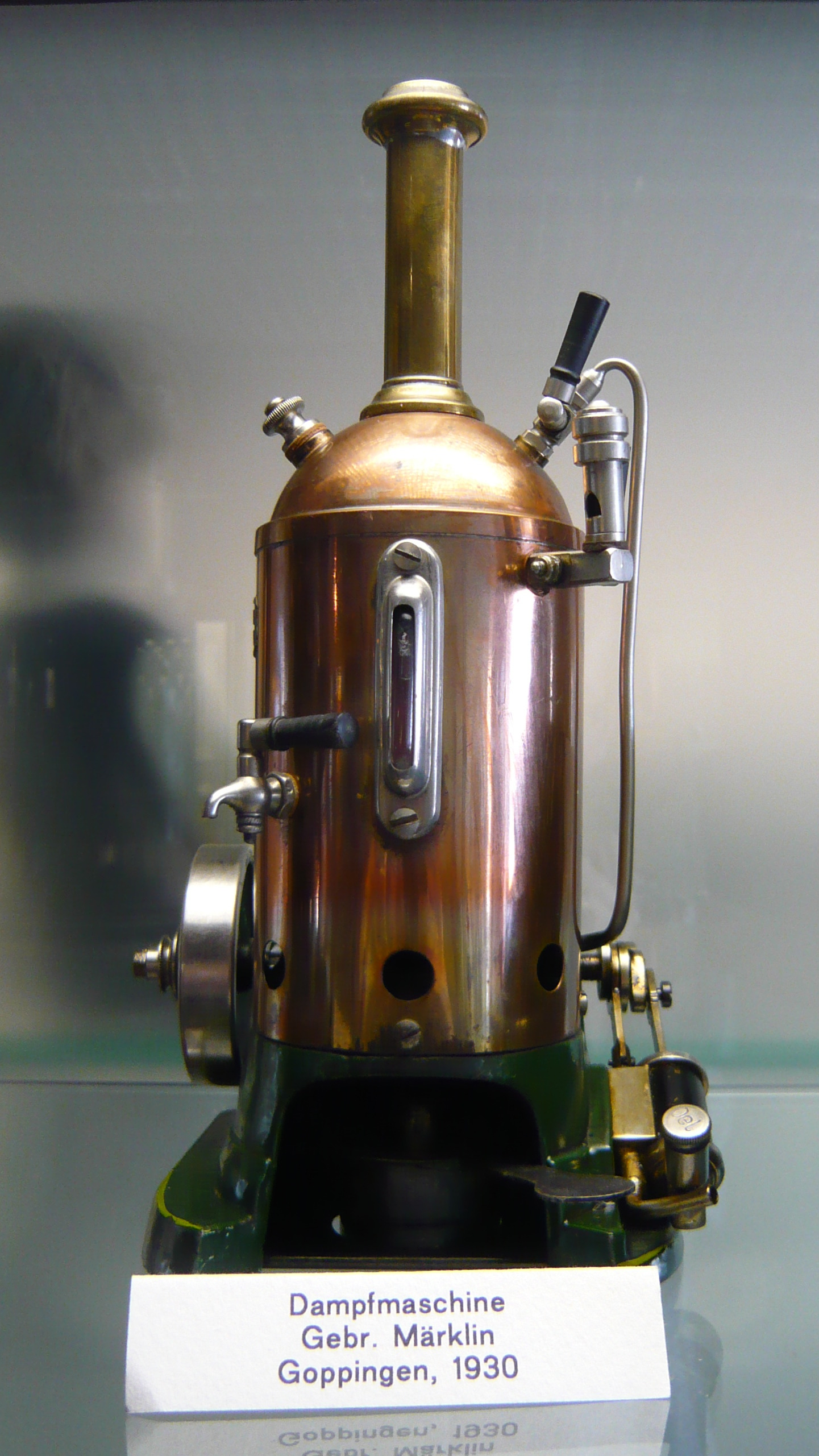
蒸汽引擎文具，1930年
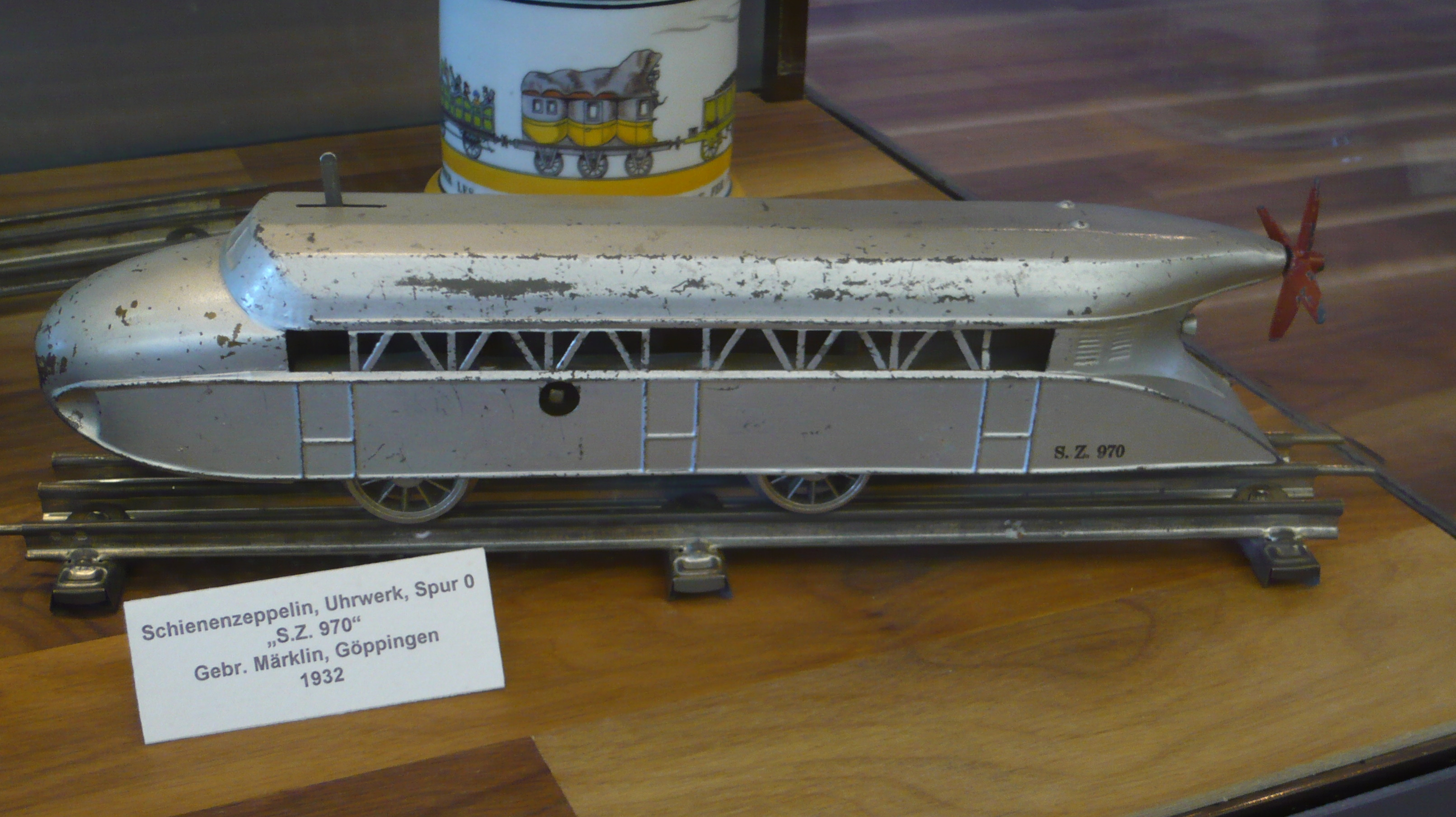
O規  Schienenzeppelin（英语：Schienenzeppelin） 模型，1932年
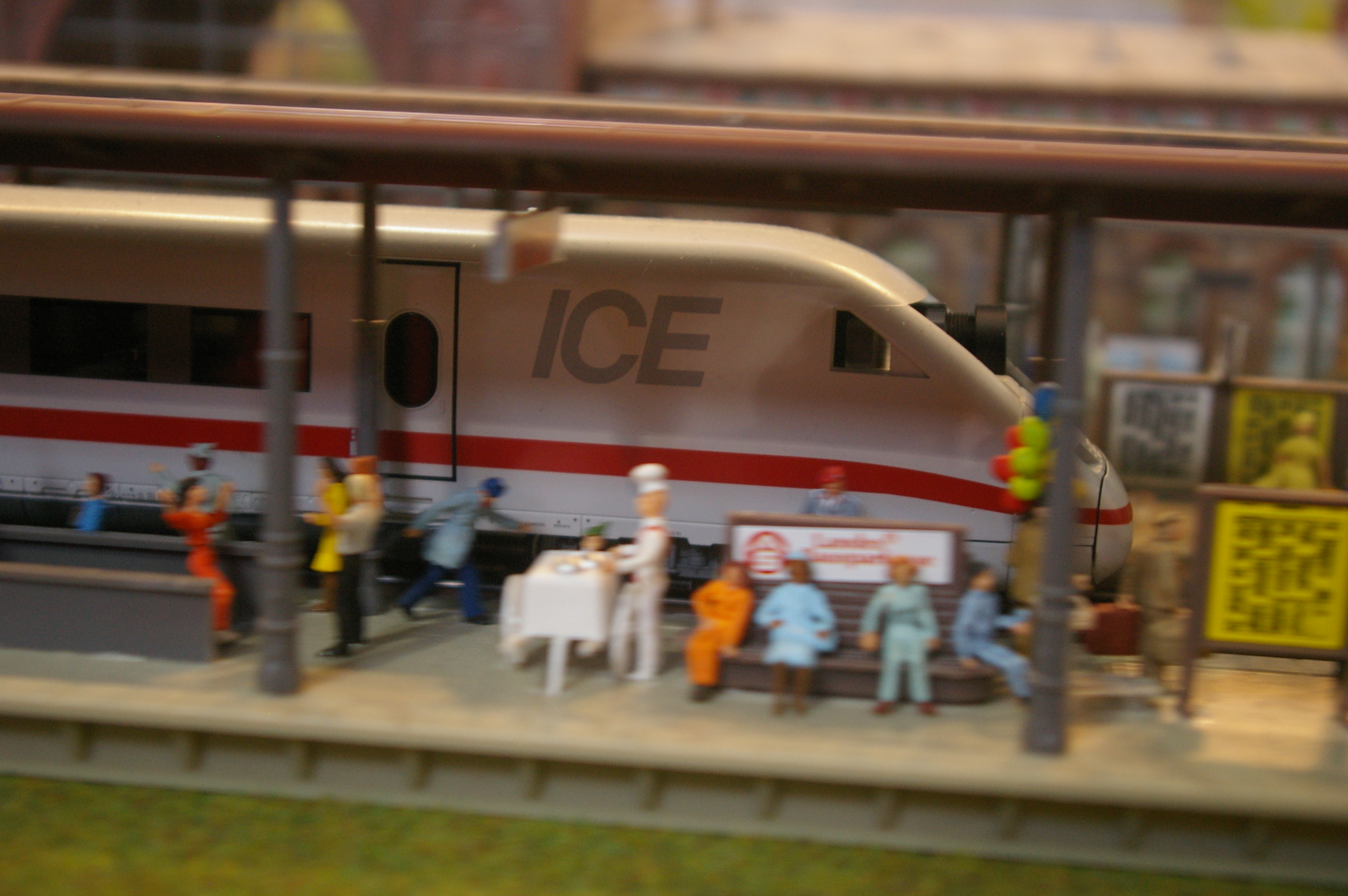
Märklin 移動視角 (數位相機置於機車頭上)

## 參看
- HO軌